# Dietari d'un pelegrí a Terra Santa
Dietari d'un pelegrí a Terra Santa és un llibre de proses de Jacint Verdaguer sobre un viatge a Palestina, Síria i Egipte la primavera del 1886, publicat el 1889.